# Rodrigo Reñones Calvo
Rodrigo Reñones Calvo (geboren am 31. Oktober 1973 in Santander) ist ein spanischer Handballtrainer, der zuvor als Handballspieler auf der Spielposition Linksaußen aktiv war.

## Spieler
Reñones spielte von 1992 bis 2008 bei Cantabria Santander.
Er debütierte am 28. März 1991 in der spanischen Jugend-Nationalmannschaft, für die er insgesamt zwei Spiele bestritt und darin zehn Tore warf. Am 21. Oktober 1990 wurde er erstmals in der spanischen Junioren-Auswahl eingesetzt. Für diese Auswahl absolvierte er acht Spiele, in denen er elf Tore warf.

## Trainer
Ab 2011 war er als Handballtrainer aktiv. Er trainierte bis Mai 2020 die Mannschaft von Sinfín Balonmano. Ab April 2021 war er als Trainer von Quabit Guadalajara aktiv, bei dem er bis 2021 unter Vertrag stand.
Seit September 2019 war er Trainer der spanischen Junioren-Auswahl, seit 2023 wieder der spanischen Jugendauswahl.
Er ist seit April 2024 als technischer Direktor des kantabrischen Handballverbands (Federación Cántabra de Balonmano) tätig.